# Gampong Ladang
Gampong Ladang is een bestuurslaag in het regentschap Aceh Barat van de provincie Atjeh, Indonesië. Gampong Ladang telt 111 inwoners (volkstelling 2010).